# Michał Seredyński
Michał Marian Seredyński (ur. 4 września 1904 we Lwowie, zm. wiosna 1940 w Charkowie) – doktor filozofii, nauczyciel, podporucznik rezerwy piechoty Wojska Polskiego, ofiara zbrodni katyńskiej.

## Życiorys
Urodził się jako syn Jana i Marii z domu Kapłońskiej. Jako ochotnik brał udział w wojnie polsko-bolszewickiej. Ukończył IX Państwowe Gimnazjum im. Jana Kochanowskiego we Lwowie, a następnie studia na Wydziale Humanistycznym Uniwersytetu Jana Kazimierza we Lwowie z tytułem doktora filozofii. W 1930 ukończył Batalion Podchorążych Rezerwy Piechoty Nr 6 w Rawie Ruskiej. 1 stycznia 1932 został mianowany do stopnia podporucznika. Został przydzielony do 43 pułku Strzelców Legionu Bajończyków, później do 52 pułku piechoty Strzelców Kresowych. W tej jednostce odbywał ćwiczenia wojskowe na stanowisku dowódcy plutonu.
Zawodowo pracował jako nauczyciel w Państwowym Liceum Pedagogicznym w Krośnie oraz w żeńskich gimnazjach w Tarnopolu.
Wobec zagrożenia konfliktem, w 1939 został zmobilizowany do 54 pułku piechoty Strzelców Kresowych, a po wybuchu II wojny światowej, kampanii wrześniowej i agresji ZSRR na Polskę z 17 września 1939 i wkroczeniu do Lwowa, został aresztowany przez Sowietów. Był przetrzymywany w obozie starobielskim. W 1940 wraz z jeńcami osadzonymi w Starobielsku został przewieziony do Charkowa i rozstrzelany przez funkcjonariuszy Obwodowego Zarządu NKWD w Charkowie oraz pracowników NKWD przybyłych z Moskwy na mocy decyzji Biura Politycznego KC WKP(b) z 5 marca 1940. Pogrzebano go w bezimiennej mogile zbiorowej w Piatichatkach, gdzie od 17 czerwca 2000 mieści się oficjalnie Cmentarz Ofiar Totalitaryzmu w Charkowie. Figuruje na Liście Starobielskiej NKWD, pod poz. 2929.

## Upamiętnienie
5 października 2007 roku minister obrony narodowej Aleksander Szczygło – decyzją nr 439/MON – mianował go pośmiertnie na stopień porucznika. Awans został ogłoszony 10 listopada 2007 roku w Warszawie, w trakcie uroczystości „Katyń Pamiętamy – Uczcijmy Pamięć Bohaterów”.
Nazwisko Michała Seredyńskiego znalazło się wśród zbiorowo upamiętnionych mieszkańców Krosna i okolic pomordowanych w ramach zbrodni katyńskiej, umieszczonych na tablicy pamiątkowej, odsłoniętej 17 września 2012 w bazylice kolegiackiej Świętej Trójcy w Krośnie.